# AJet
AJet – turecka niskokosztowa linia lotnicza z siedzibą w Ankarze. Powstała 30 marca 2008 przez wydzielenie z Turkish Airlines. Do 30 marca 2024 działała pod nazwą AnadoluJet.
Agencja ratingowa Skytrax przyznała linii trzy gwiazdki.
W maju 2025 realizowały połączenia na 42 kierunkach krajowych i 58 międzynarodowych w 34 krajach Europy, Bliskiego i Środkowego Wschodu oraz Afryki Północnej.

## Flota
Według stanu na maj 2025 flota AJet składała się z 86 samolotów o średnim wieku 12,8 lat:

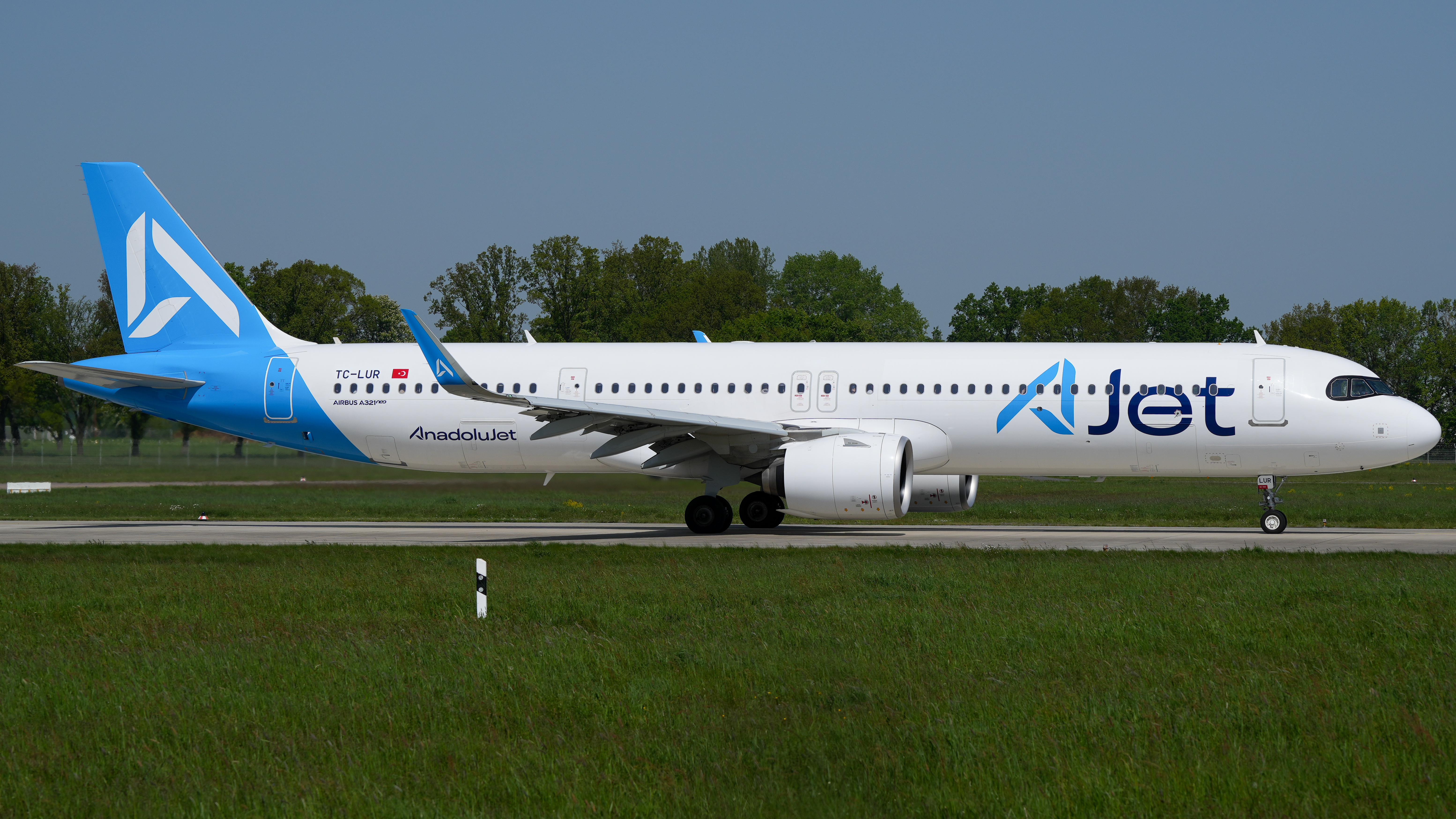
A321neo

| Samolot          | Samolot | Samolot   | Liczba miejsc | Liczba miejsc | Liczba miejsc | Uwagi |
| Model            | Aktywne | Zamówione | B             | E             | Łącznie       | Uwagi |
| ---------------- | ------- | --------- | ------------- | ------------- | ------------- | ----- |
| Airbus A320neo   | 13      | 5         | -             | 186           | 186           |       |
| Airbus A321-200  | 7       | -         | -             | 218           | 218           |       |
| Airbus A321-200  | 7       | -         | -             | 220           | 220           |       |
| Airbus A321neo   | 10      | -         | 8             | 203           | 211           |       |
| Airbus A321neo   | 4       | -         | -             | 240           | 240           |       |
| Boeing 737-800   | 45      | -         | -             | 189           | 189           |       |
| Boeing 737 MAX 8 | 7       | -         | 8             | 168           | 176           |       |
| Boeing 737 MAX 8 | 7       | -         | -             | 189           | 189           |       |
| Łącznie          | 86      | 5         |               |               |               |       |